# میترک
میترک (نقشه‌برداری تبخیر و تعرق با وضوح بالا با کالیبراسیون داخلی) یک مدل کامپیوتری است که توسط دانشگاه آیداهو توسعه داده شده است و از داده‌های ماهواره لندست برای محاسبه و نقشه‌برداری تبخیر و تعرق (ET) استفاده می‌کند. میترک، ET را به عنوان باقیمانده‌ای از تعادل انرژی سطحی محاسبه می‌کند، که در آن ET با در نظر گرفتن کل تابش خالص موج کوتاه و موج بلند در سطح پوشش گیاهی یا خاک، مقدار گرمای هدایت شده به خاک و مقدار گرمای منتقل شده به هوای بالای سطح، تخمین زده می‌شود. تفاوت این سه عبارت، میزان انرژی جذب شده در طول تبدیل آب مایع به بخار را نشان می‌دهد که همان ET است. میترک گرادیان‌های دمای نزدیک سطح مورد استفاده در همرفت گرما را به عنوان توابع شاخص‌گذاری شده از دمای سطح رادیومتری بیان می‌کند و در نتیجه نیاز به دمای سطح کاملاً دقیق و نیاز به اندازه‌گیری دمای هوا را از بین می‌برد.
تراز انرژی سطحی به صورت داخلی با استفاده از ET مرجع زمینی که مبتنی بر آب و هوای محلی یا مجموعه داده‌های آب و هوایی شبکه‌بندی شده است، کالیبره می‌شود تا بایاس‌های محاسباتی ذاتی تراز انرژی مبتنی بر سنجش از دور کاهش یابد. توابع شیب و جهت شیب و افت دما برای کاربرد در مناطق کوهستانی استفاده می‌شوند. الگوریتم‌های میترک برای کاربردهای نسبتاً روتین توسط مهندسان آموزش‌دیده و سایر متخصصان فنی که با تعادل انرژی و فیزیک تابش پایه آشنایی دارند، طراحی شده‌اند. ورودی‌های اصلی این مدل عبارتند از تصاویر حرارتی موج کوتاه و موج بلند از ماهواره‌هایی مانند لندست و MODIS، یک مدل ارتفاعی رقومی و داده‌های آب و هوایی زمینی که در داخل یا نزدیکی منطقه مورد نظر اندازه‌گیری شده‌اند. «نقشه‌های» ET، یعنی تصاویر از طریق METRIC، ابزاری برای تعیین کمیت ET به صورت میدانی و از نظر نرخ و توزیع مکانی فراهم می‌کنند. استفاده از موازنه انرژی سطحی می‌تواند کاهش تبخیر و تعرق ناشی از کمبود آب را تشخیص دهد.

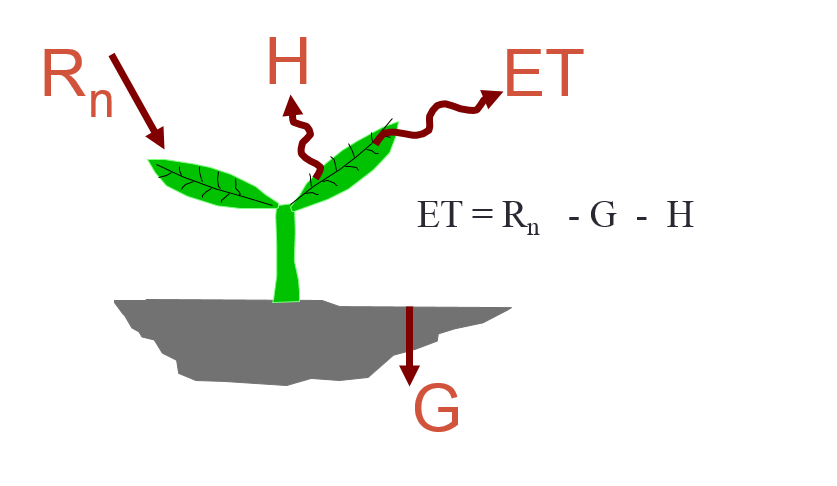
بیلان انرژی سطحی در بسیاری از مدل‌های سنجش از دور مبتنی بر حرارت برای تخمین تبخیر و تعرق استفاده می‌شود. Rn تابش خالص؛ H شار گرمای محسوس؛ G رسانش گرما به زمین و ET مقدار انرژی مصرف شده توسط تبخیر و تعرق (تبدیل آب مایع به بخار) است.

در دهه‌ای که از معرفی سیستم میترک در آیداهو می‌گذرد، این سیستم در مونتانا، کالیفرنیا، نیومکزیکو، یوتا، وایومینگ، تگزاس، نبراسکا، کلرادو، نوادا و اورگان نیز مورد استفاده قرار گرفته است. روش نقشه‌برداری این ایالت‌ها را قادر ساخته است تا در مورد حقوق آب بومیان آمریکا مذاکره کنند؛ انتقال آب از کشاورزی به شهری را ارزیابی کنند؛ تخلیه سفره‌های آب زیرزمینی را مدیریت کنند، بر رعایت حقوق آب نظارت داشته باشند؛ و از گونه‌های در معرض خطر محافظت کنند.